# Louise Deslières
Pour les articles homonymes, voir Deslières.
Louise Deslières est une actrice québécoise. Diplômée du Conservatoire d'art dramatique de Montréal, promotion 1988, elle a joué dans de nombreuses pièces de théâtre et séries québécoises. Elle est surtout connue pour son rôle de l'avocate Carole Lussier dans Caméra Café.

## Filmographie
- 1993 : Les Pots cassés de François Bouvier
- 1993 : Doublures
- 1994 : À nous deux! (série télévisée) : Hélène Proulx
- 1995 : Scoop IV (feuilleton TV)
- 1996 : Urgence ("Urgence") (série télévisée) : Johanne
- 1997 : Omertà II - La loi du silence ("Omertà II - La loi du silence") (feuilleton TV)
- 1998 : 2 secondes : réceptionniste #4
- 1999 : Le Polock (série télévisée)
- 2001 : Fortier (série télévisée) : Suzanne Landreville
- 2001 : Ne dis rien
- 2002 : Caméra Café (série télévisée) : Carole Lussier/Carol Lussier
- 2006 : 450, chemin du Golf (série télévisée) : Jojo

## Récompenses
- Prix Luce-Guilbeault dans la catégorie Meilleur(e) jeune acteur/actrice prometteur pour le film Les Pots cassés